# Robert Bloch

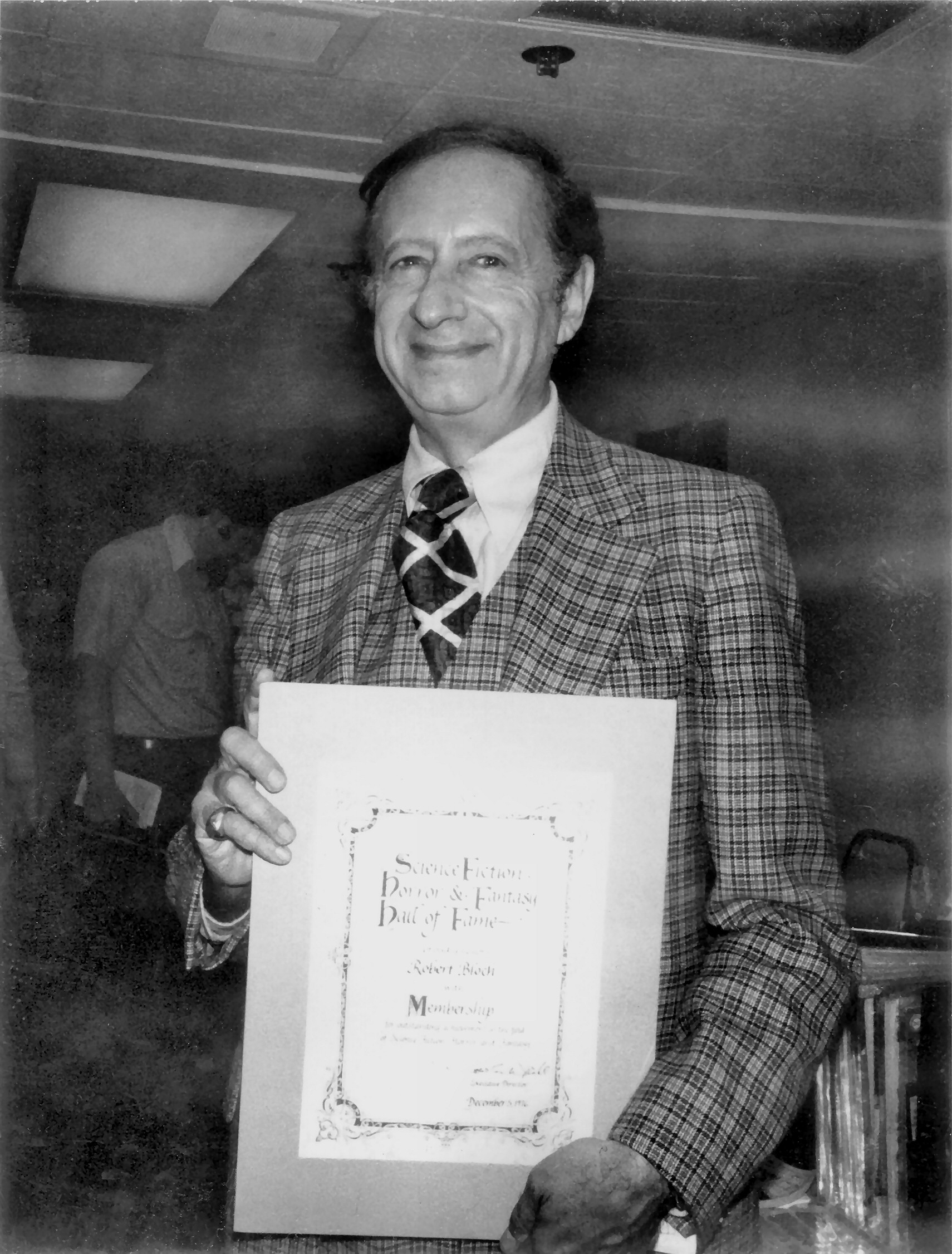
Robert Bloch 1976.

Robert Albert Bloch, född 5 april 1917 i Chicago, Illinois, död 23 september 1994 i Los Angeles, Kalifornien, var en amerikansk författare av psykologisk skräcklitteratur.

## Biografi
Robert Bloch föddes i Chicago, Illonis. Hans föräldrar, Raphael Bloch och Stella Loeb, var båda av tysk-judisk börd. Redan som tonåring brevväxlade Bloch med den berömde skräckförfattaren H.P. Lovecraft. De första åren skrev han klassiska skräckberättelser, men i mitten av 1940-talet började han skriva mer psykologiska skräckberättelser. 1945 utkom novellsamlingen Sea Kissed i England och The Opener of the Way i USA. 1947 utkom hans debutroman The Scarf, där en psykopatisk strypmördare i jagform berättar om sina brott.
Bloch är mest känd för sin roman Psyko: en ond historia (1959), inspirerad av verkliga händelser från vad som upptäckts vid en husrannsakan hos seriemördaren Ed Gein 1957. Romanen filmatiserades som Psycho 1960 regisserad av Alfred Hitchcock (i nyinspelning av Gus Van Sant 1998). Hitchcocks film har inspirerat till tre uppföljande filmer samt gett inspiration till TV-serien Bates Motel. Blochs uppföljande roman Psycho II har dock ingen koppling till filmerna.
American Gothic är en historisk psykologisk thriller från 1974, som handlar om den berömde amerikanske mördaren H.H. Holmes från slutet av 1800-talet. 1984 utkom romanen The Night of the Ripper om Jack Uppskäraren.